# Francos de Montreal

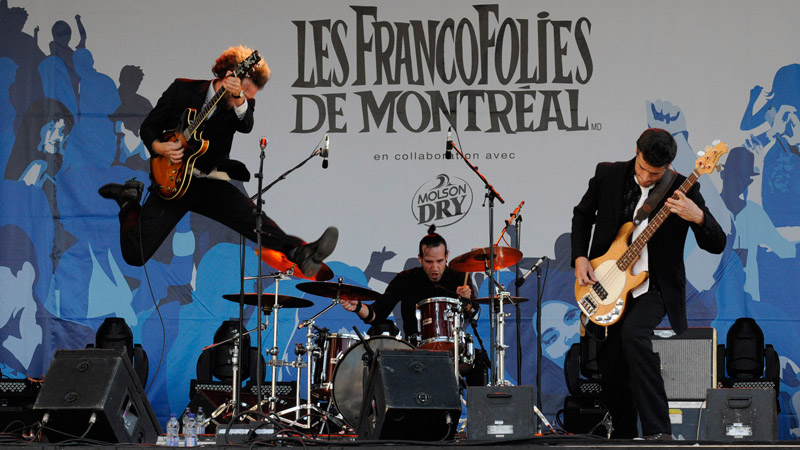
Les FrancoFolies de Montréal

Las Francos de Montreal (llamado FrancoFolies de Montréal hasta 2017), fundado en 1989, es un festival de la canción francófona que se celebra anualmente en Montreal.

## Historia
El festival lo fundaron en 1989 Jean-Louis Foulquier, fundador de las Francofolies de La Rochelle, Alain Simard, fundador del Festival Internacional de Jazz de Montreal y Guy Latraverse. En la primera edición, las FrancoFolies de Montreal ofreció quince espectáculos en septiembre de 1989 y presumió de la asistencia de cerca de 5000 espectadores. Tras algunas ediciones celebradas en noviembre, las FrancoFolies de Montreal se trasladaron al mes de agosto desde 1992 para aumentar la asistencia de espectadores.
En 2003, el festival se enorgullecía de haber ofrecido cerca de 200 espectáculos, vistos por cerca de 800 000 personas. En quince años, la cantidad de espectadores se había incrementado significativamente.
Se estima que las FrancoFolies Montreal atrajo a cerca de un millón de personas en la edición de 2009. Desde 2010, las FrancoFolies de Montreal se celebran en el mes de junio en el Quartier des spectacles de Montreal.